# Плавція Ургуланілла
Плавція Ургуланілла (лат. Plautia Urgulanilla) (8 рік до н. е. — після 26 року н. е.) — перша дружина римського імператора Клавдія. Шлюб був розірваний через її невірність.

## Життєпис
Походила з роду нобілів Плавціїв. Донька Марка Плавція Сільвана, консула 2 року та Ларції, онуки Ургуланії.
У 11 році н. е. Плавція вийшла заміж за Тиберія Клавдія Нерона, майбутнього імператора Клавдія. Шлюб був влаштований бабкою Ургуланією, яка тоді була дуже впливовою завдяки близькій дружбі з імператрицєю Лівією Друзіллою, дружиною Августа. Незабаром народився син Друз, який помер в отроцтві. 
У 24 році рідний брат Ургуланілли Марк Плавцій Сільван з незрозумілих причин викинув із вікна власну дружину Апронію і та загинула. Про це стало відомо імператору Тиберію, який наказав провести розслідування, що виявило докази слідів боротьби. Справа була передана на розгляд у сенат.  Під підозру потрапила також і Ургуланілла. Не чекаючи вироку Марк вчинив самогубство, а Плавція за намовлянням бабки Ургуланії спонукала його до цього. 
Близько 26 року Клавдій розлучився із Ургуланіллою через її розпусну поведінку та підозри у вбивстві. Через 5 місяців після розлучення Ургуланілла народила доньку, яку принесли у дім Клавдія, де її почали годувати. Втім, через кілька днів, Клавдій відмовився від неї і повернув матері, вважаючи, що вона народжена від вільновідпущеника Ботера.
Подальша доля невідома.

## Родина
Чоловік — Клавдій, імператор у 41—54 роках.
Діти:
- Клавдій Друз (*близько 12 - †близько 27). Заручений з Елією Юніллою, донькою Луція Елія Сеяна.
- Клавдія.